# 띠행렬

띠행렬

행렬론에서 띠행렬(-行列, 영어: band matrix)은 모든 0이 아닌 성분이 주대각선 주변에 집중된 희소 행렬이다.

## 정의
환 {\displaystyle R}의 원소를 성분으로 하는 {\displaystyle m\times n} 행렬 {\displaystyle M}의 하대역폭(下帶域幅, 영어: lower bandwidth)은 다음 조건을 만족시키는 음이 아닌 정수 {\displaystyle p}이다.:15, §1.2.1
- 만약 {\displaystyle i>j+p}라면, {\displaystyle M_{ij}=0}이다.

환 {\displaystyle R}의 원소를 성분으로 하는 {\displaystyle m\times n} 행렬 {\displaystyle M}의 상대역폭(上帶域幅, 영어: upper bandwidth)은 다음 조건을 만족시키는 음이 아닌 정수 {\displaystyle p}이다.:15, §1.2.1
- 만약 {\displaystyle j>i+p}라면, {\displaystyle M_{ij}=0}이다.

환 {\displaystyle R}의 원소를 성분으로 하는 {\displaystyle m\times n} 행렬 {\displaystyle M}의 대역폭(帶域幅, 영어: bandwidth)은 {\displaystyle M}의 하대역폭이자 상대역폭인 가장 큰 음이 아닌 정수이다. 즉, 다음 조건을 만족시키는 가장 큰 음이 아닌 정수 {\displaystyle k}이다.
- 만약 {\displaystyle |i-j|>k}라면, {\displaystyle M_{ij}=0}이다.

예를 들어, 하대역폭 2 및 상대역폭 1를 갖는 9×4 띠행렬은 다음과 같은 꼴이다 ({\displaystyle M_{ij}\in R}).
{\displaystyle {\begin{pmatrix}M_{11}&M_{12}&0&0\\M_{21}&M_{22}&M_{23}&0\\M_{31}&M_{32}&M_{33}&M_{34}\\0&M_{42}&M_{43}&M_{44}\\0&0&M_{53}&M_{54}\\0&0&0&M_{64}\\0&0&0&0\\0&0&0&0\\0&0&0&0\end{pmatrix}}}

## 예
특수한 하대역폭·상대역폭을 갖는 띠행렬에는 다음과 같은 이름이 붙는다.:15, §1.2.1, Table 1.2.1
| 하대역폭            | 상대역폭            | 이름                                         |
| ------------------- | ------------------- | -------------------------------------------- |
| 0                   | 0                   | 대각 행렬                                    |
| 0                   | 1                   | 상쌍대각 행렬(영어: upper bidiagonal matrix) |
| 1                   | 0                   | 하쌍대각 행렬(영어: lower bidiagonal matrix) |
| 1                   | 1                   | 3중 대각 행렬(영어: tridiagonal matrix)      |
| 2                   | 2                   | 5중 대각 행렬(영어: pentadiagonal matrix)    |
| 3                   | 3                   | 7중 대각 행렬(영어: heptadiagonal matrix)    |
| 0                   | {\displaystyle n-1} | 상삼각 행렬                                  |
| {\displaystyle m-1} | 0                   | 하삼각 행렬                                  |
| 1                   | {\displaystyle n-1} | 상헤센베르크 행렬                            |
| {\displaystyle m-1} | 1                   | 하헤센베르크 행렬                            |

## 띠저장
컴퓨팅에서, 좁은 대역폭의 띠행렬을 더 작은 크기의 행렬로서 저장하여 행렬 알고리즘의 저장 효율을 높일 수 있다. 이를 띠저장(-貯藏, 영어: band storage)이라고 한다.
구체적으로, 하대역폭 {\displaystyle p} 및 상대역폭 {\displaystyle q}를 갖는 {\displaystyle n\times n} 띠행렬 {\displaystyle M}은 다음과 같은 {\displaystyle (p+q+1)\times n} 행렬 {\displaystyle \operatorname {band} (M)}에 대응하며, 만약 {\displaystyle p,q\ll n}일 경우 이는 원래의 행렬보다 훨씬 작다.:17, §1.2.5, (1.2.1)
{\displaystyle \operatorname {band} (M)_{ij}={\begin{cases}M_{i+j-q-1,j}&i+j-q-1\in \{1,\dots ,m\}\\0&i+j-q-1\not \in \{1,\dots ,m\}\end{cases}}}
예를 들어, 하대역폭 1 및 상대역폭 1를 갖는 6×6 띠행렬
{\displaystyle M={\begin{pmatrix}M_{11}&M_{12}&0&0&0&0\\M_{21}&M_{22}&M_{23}&0&0&0\\0&M_{32}&M_{33}&M_{34}&0&0\\0&0&M_{43}&M_{44}&M_{45}&0\\0&0&0&M_{54}&M_{55}&M_{56}\\0&0&0&0&M_{65}&M_{66}\\\end{pmatrix}}}
은 다음과 같은 3×6행렬로 저장할 수 있다.
{\displaystyle \operatorname {band} (M)={\begin{pmatrix}0&M_{12}&M_{23}&M_{34}&M_{45}&M_{56}\\M_{11}&M_{22}&M_{33}&M_{44}&M_{55}&M_{66}\\M_{21}&M_{32}&M_{43}&M_{54}&M_{65}&0\end{pmatrix}}}

## 같이 보기
- 대각 행렬

## 참고 문헌
1. 1 2 3 4 5  Golub, Gene H.; Van Loan, Charles F. (2013). 《Matrix computations》. Johns Hopkins Studies in the Mathematical Sciences (영어) 4판. Baltimore: The Johns Hopkins University Press. ISBN 978-1-4214-0794-4. LCCN 2012943449. MR 3024913. Zbl 1268.65037.